# Argyrophora
Argyrophora là một chi bướm đêm thuộc họ Geometridae.